# رودي بال
رودي بال (بالألمانية: Rudi Ball)‏ هو لاعب هوكي الجليد ألماني، ولد في 27 مارس 1910 في برلين في ألمانيا، وتوفي في 1 سبتمبر 1975 في جوهانسبرغ في جنوب أفريقيا.

## وصلات خارجية
- رودي بول على موقع EliteProspects.com (الإنجليزية)
- رودي بول على موقع Eurohockey.com (الإنجليزية)
- رودي بول على موقع أوليمبيديا (الإنجليزية)